# Мишинка
Мишинка је насељено место у саставу Града Кутине, у Мославини, Хрватска.

## Становништво
| Националност       | 1991.       |
| Хрвати             | 65 (98,48%) |
| Срби               | 0           |
| Југословени        | 0           |
| остали и непознато | 1 (1,51%)   |
| Укупно             | 66          |